# 白土乡 (河池市)
白土乡，是中华人民共和国广西壮族自治区河池市金城江区下辖的一个乡镇级行政单位。

## 行政区划
白土乡下辖以下地区：
白土社区、德里村、德庆村、标洞村、德新村、德合村、德兴村、中村、德明村、德荣村和德地村。